# Prasinocyma idiotica
Prasinocyma idiotica är en fjärilsart som beskrevs av Louis Beethoven Prout 1930. Prasinocyma idiotica ingår i släktet Prasinocyma och familjen mätare. Inga underarter finns listade i Catalogue of Life.